# Andriej Andriejew (przedsiębiorca)
Andriej Andriejew (ros. Андрей Андреев), właśc. Andriej Wagnierowicz Ogandżanianc (ros. Андрей Вагнерович Оганджанянц, ur. 3 lutego 1974 w Moskwie) – rosyjski przedsiębiorca, założyciel sieci społecznościowej Badoo oraz innych internetowych firm, takich jak SpyLog, Begun i Mamba.

## Rodzina i życie prywatne
Urodził się w Moskwie. Przed tym jak założył swoje pierwsze przedsiębiorstwo studiował zarządzanie na lokalnym uniwersytecie w międzyczasie pracując jako współudziałowiec w agencji reklamy i public relations.
W połowie lat 90 jego rodzina przeprowadziła się do Hiszpanii. On sam wyemigrował w 1995 roku, ale wiele razy podróżował między dwoma krajami. Od 2005 roku zamieszkał w centralnym Londynie a gotowanie stało się w tym czasie jego największą pasją. Słodka zupa cebulowa Andrei Style serwowana w dwugwiazdkowej restauracji według przewodnika Michelin L'Atelier de Joël Robuchon zlokalizowanej w londyńskiej dzielnicy Covent Garden została nazwana na jego cześć.

## Kariera

### SpyLog
W 1999 roku Andriejew założył SpyLog, narzędzie webtrackingowe pomagające twórcom stron internetowych w śledzeniu zachowań osób odwiedzających ich strony www. Pomimo że istniały już narzędzia tego typu takie jak Rambler lub Mail.ru, SpyLog szybko stał się popularny.

### Begun
W 2002 roku Andriejew uruchomił agencję reklamy kontekstowej o nazwie Begun, często określaną jako wczesna wersja Google AdWords. Większość udziałów w firmie została wykupiona przez rosyjską firmę inwestycyjną FINAM w 2004 roku. Google próbowało kupić Begun za 140 milionów dolarów w 2008 roku.

### Mamba
Mamba została stworzona w 2004 roku. Obecnie jest to najpopularniejszy serwis randkowy w Rosji ze społecznością 8 milionów użytkowników (13% rosyjskich użytkowników Internetu). Akcje większościowe zostały sprzedane w 2006 roku firmom FINAM oraz Mail.ru.

### Badoo
Andriejew założył Badoo w 2006 roku w Hiszpanii. Usługa ta stała się bardzo szybko popularna w całej Europie oraz Ameryce Łacińskiej. Obecnie jest to największa sieć społecznościowa na świecie umożliwiająca poznawanie nowych ludzi, posiadająca ponad 300 milionów zarejestrowanych użytkowników oraz generująca przychód w wysokości 150 milionów dolarów rocznie w ponad 180 krajach świata. Firma w 2012 roku posiadała swoje biura w Centralnym Londynie oraz w Moskwie i zatrudniała ponad 200 pracowników. W 2014 roku Andriej nawiązał współpracę z Whitney Wolfe Herd i zainwestował w jej ideę stworzenia aplikacji randkowej zbudowanej z myślą o kobietach. Doprowadziło to do stworzenia i uruchomienia Bumble w 2014 roku. W czerwcu 2019 roku Andriejew skonsolidował Badoo, Bumble i inne aplikacje randkowe pod nową firmą macierzystą o nazwie MagicLab. W listopadzie 2019 roku Andriej sprzedał wszystkie swoje udziały w MagicLab jednemu z wiodących funduszy private equity na świecie, amerykańskiemu funduszowi Blackstone, i od tego czasu nie jest związany z firmą. W lipcu 2020 roku MagicLab zmieniła nazwę na Bumble Inc.